# Schaalwet

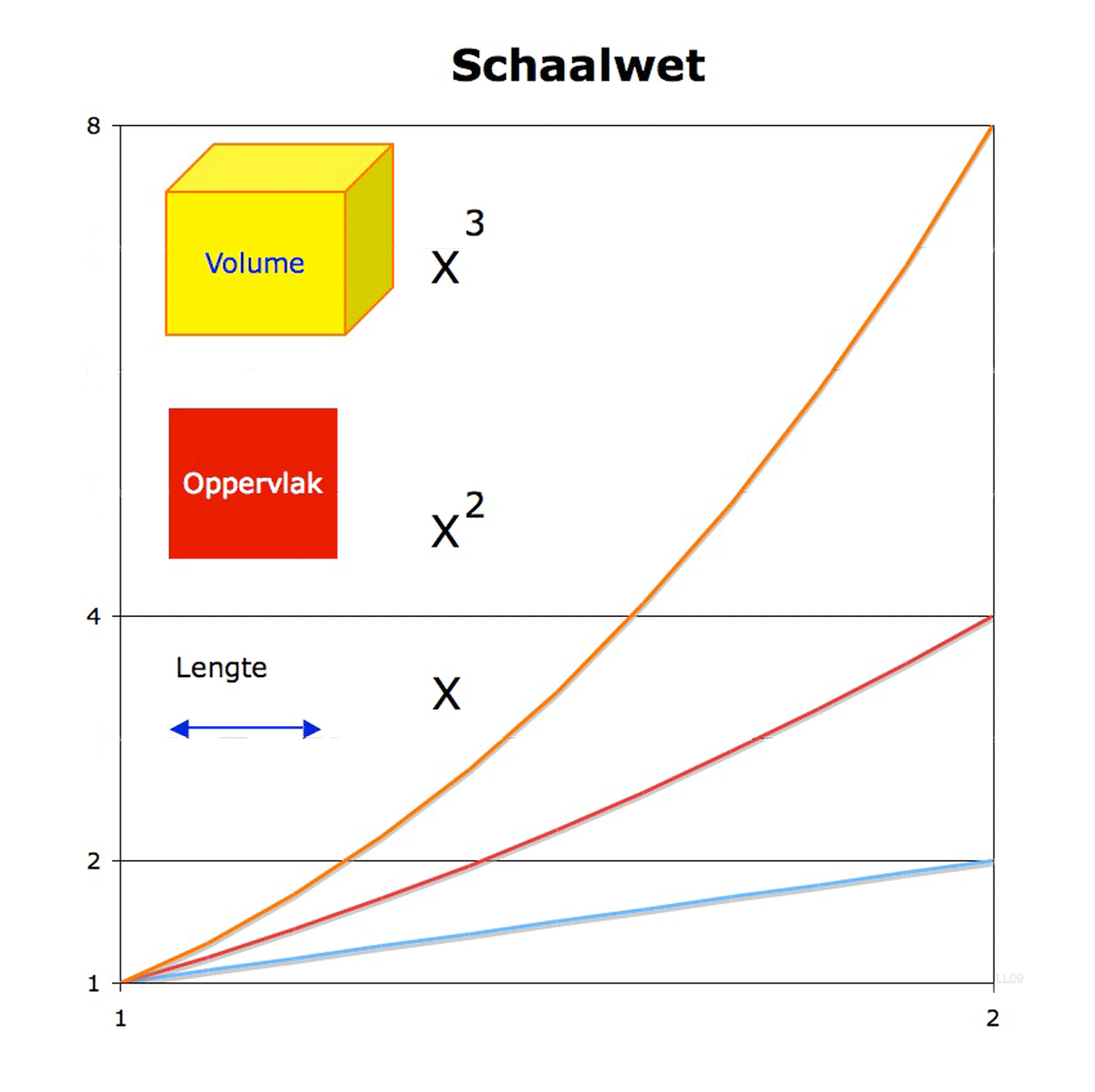
Verband tussen lengte, oppervlak en volume (figuur is horizontaal uitgerekt). Bij verdubbeling van de lengte (horizontale as) zal het oppervlak kwadratisch en het volume met de derde macht toenemen.

Schaalwetten zeggen iets over veranderingen van eigenschappen van een systeem wanneer het groter of kleiner gemaakt wordt. Schaalwetten maken het mogelijk een constructie groter of kleiner uit te voeren zonder alles opnieuw uit te rekenen.

## Voorbeeld: kracht en gewicht
Stel dat iemand een robot ontworpen heeft die een container kan optillen en verplaatsen. De robot beweegt zich voort met hydrauliek, bestaand uit cilinders van een bepaalde diameter. De ontwerper heeft een schaalmodel gemaakt, een kleine robot, die goed werkt en precies sterk genoeg is om de last te dragen. Nu wil de ontwerper een tweemaal zo grote robot maken, die een tweemaal zo grote container kan dragen. Hij wil niet alles opnieuw uitrekenen maar grijpt naar schaalwetten om te bepalen wat de diameter van de cilinders van de grote robot moet zijn.
De volgende schaalwetten zijn hier van toepassing:
1. het gewicht van de container is evenredig met de inhoud, en daarmee met de derde macht van de lengte;
2. de kracht van de hydrauliek is evenredig met het oppervlak van de zuigers, en daarmee met het kwadraat van de diameter.

Als de ontwerper de cilinders tweemaal zo groot maakt, is de kracht viermaal zo groot. Maar de last is achtmaal zo groot - de grotere robot zal onder het gewicht bezwijken! Uit bovenstaande schaalwetten volgt de benodigde diameter van de cilinders:
1. de benodigde diameter is gelijk aan de oorspronkelijke, vermenigvuldigd met de schaalfactor tot de macht 3/2 (gewicht/kracht).

De tweemaal zo grote robot krijgt hydraulische cilinders die 2,8 maal zo dik zijn als die van het schaalmodel.
Dit voorbeeld is ook van toepassing op levende wezens. Een muis en een olifant bijvoorbeeld zijn anatomisch ruwweg gelijk, ze zijn beiden warmbloedig, beschikken over hetzelfde celmateriaal enzovoorts. Maar de olifant is verhoudingsgewijs veel gespierder; als hij eruit zou zien als een honderd keer vergrote muis, zou hij onder zijn eigen gewicht bezwijken.